# یواس‌اس پرستون (۱۸۶۵)
یواس‌اس پرستون (۱۸۶۵) (به انگلیسی: USS Preston (1865)) یک کشتی بود که طول آن ۱۶۰ فوت (۴۹ متر) بود.